# أحمد نديم

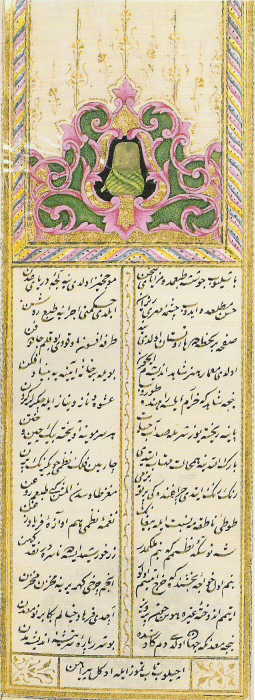
الصفحة الأولى من «ديوان نديم».

أحمد نديم (1681 - 1730 م) هو شاعر تركي.
يُعتبر من أشهر الغنائيين في تاريخ الأدب العثماني. قتل خلال ثورة مدنية على الحكومة العثمانية.

## روابط خارجية
- نديم على موقع الموسوعة البريطانية (الإنجليزية)
- نديم على موقع ميوزك برينز (الإنجليزية)